# مواجهة الفنون القتالية
مواجهة الفنون القتالية (بالبولندية: Konfrontacja Sztuk Walki) المعروفة بالأحرف الأولى من اسمها كيه إس دبليو (بالإنجليزية: KSW)‏، تعتبر على نطاق واسع المنظمة الأولى لفنون القتال المختلطة في بولندا وواحدة من المنظمات الرائدة في أوروبا.

## وصلات خارجية
- Konfrontacja at Sherdog
- KSW Official Site
- European MMA Rankings